# Dolichos linearis
Dolichos linearis är en ärtväxtart som beskrevs av Ernst Meyer. Dolichos linearis ingår i släktet Dolichos och familjen ärtväxter. Inga underarter finns listade i Catalogue of Life.